# Science fantasy

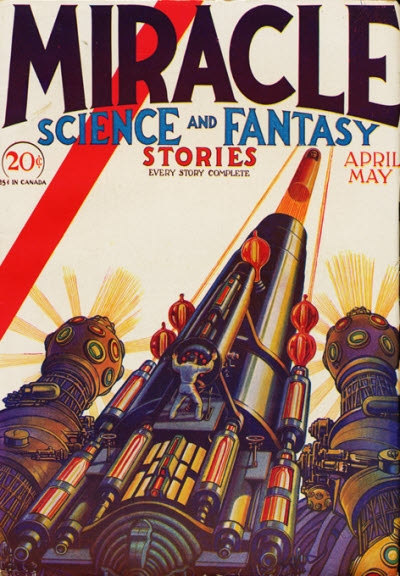

Science fantasy je smíšený žánr spekulativní fikce, který obsahuje elementy jak science fiction, tak fantasy. Dal by se tedy popsat i jako science fiction, kdy do hry vstoupí i nadpřirozené prvky.
Sci-fi dělá „nepravděpodobné možným“, zatímco fantasy dělá „nemožné pravděpodobným“. Jako kombinace obou žánrů science fantasy dodává vědecký nádech realismu věcem, které by za žádných okolností nemohly ve skutečném světě stát. Kde science fiction nepovoluje existenci fantasy nebo nadpřírozených elementů, tam se na science fantasy na tyto prvky spoléhá.
Příkladem science fantasy může být série Dying Earth Jacka Vance, která se odehrává ve vzdálené budoucnosti, kdy Měsíc zmizel, Slunce téměř vyhaslo a hrozí každou chvíli explozí a magie se stala dominantní silou. Jiné science fantasy příběhy by se daly popsat jako planetární romance a popisují kulturu a zvyky domorodých obyvatel vzdálených světů. Sem spadají některá díla Edgara Rice Borroughse. Dalším subžánrem je meč a planeta. Tyto díla do kolonky science fantasy spadají hlavně díky přítomnosti meče a obvykle archaického artistokratického sociálního systému. Patří sem například film Planeta Krull, jelikož se děj točí kolem vetřelce, se kterým musejí bojovat obyvatelé fantastické planety Krull.